# Arteria cerebelosa inferior posterior
La arteria cerebelosa inferior posterior o PICA por sus siglas en inglés, es una arteria que se origina en la arteria vertebral. Es la mayor de las ramas de dicha arteria, y a través de ella llega uno de los principales aportes de sangre al cerebelo.

## Ramas
Presenta dos ramas, medial y lateral.

## Trayecto
En su recorrido gira hacia atrás alrededor de la parte superior de la médula oblonga, pasando entre los orígenes del nervio vago y los nervios accesorios, sobre el pedúnculo cerebelar inferior hacia la superficie del cerebelo, donde se divide en dos ramas.
La rama medial continúa hacia atrás hacia el hueco entre los dos hemisferios del cerebelo; mientras que la lateral irriga la superficie inferior del cerebelo, llegando a su borde lateral, donde se anastomosa con las ramas cerebelosa inferior anterior y cerebelosa superior de la arteria basilar. Las ramas de esta arteria irrigan el plexo coroideo del cuarto ventrículo.

Arterias de la base del cerebro. El polo temporal del telencéfalo y una porción del hemisferio cerebelar han sido retirados en el lado derecho (mitad izquierda del diagrama). Aspecto inferior (visto desde debajo).

## Distribución
Irriga la parte inferior del cerebelo, el bulbo raquídeo y el plexo coroideo del cuarto ventrículo.

## Segmentos
En 2011, el grupo de neurocirugía de San Francisco propuso una nomenclatura más fácil de recordar, análoga a la de las arterias supratentoriales, pero con letra minúscula (s para Arteria cerebelosa superior, a para Arteria cerebelosa inferior anterior y p para cerebelosa póstero-inferior), haciendo más fácil su retención. En la tabla inferior, está la correspondencia entre ambas clasificaciones.

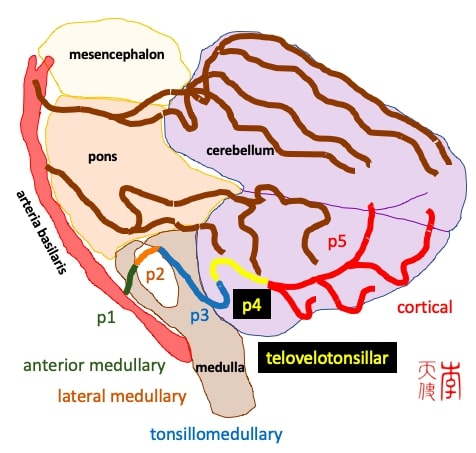
Segmentos de la PICA, antigua y nueva nomenclatura

## Patología
El infarto de esta arteria debido a trombosis o la hemorragia producen el síndrome de la ACIP (o PICA, en inglés), también conocido como síndrome de Wallenberg, una enfermedad neurológica con síntomas característicos y estereotipados.